# Mariana de Carvajal y Saavedra
Mariana de Carvajal y Saavedra, cuyo nombre de nacimiento era Mariana de Carvajal y Piédrola (Jaén, comienzos del siglo XVII-?, h. 1664), fue una escritora española del Siglo de Oro.

## Vida
Nació en Jaén, vivió en su juventud en Granada, donde se casó con Baltasar Mateo de Velázquez, militar y alcalde mayor de Hijosdalgo de la Real Chancillería de Granada. Posteriormente, el matrimonio se trasladó a Valladolid y Madrid. Se quedó viuda en 1656 con tres hijos y seis hijas.  Sus novelas se engloban dentro del género llamado novela cortesana. Algunas de ellas se ambientan en la ciudad jiennense de Úbeda.

## Obra
En 1663 publicó una serie de novelas cortas tituladas Navidades en Madrid y noches entretenidas, en ocho novelas. Son independientes entre sí pero los narradores son amigos de doña Lucrecia de Haro, un personaje ficticio, viuda rica y hermosa, que los ha invitado a pasar una velada en su casa. Recuerda a María de Zayas en el estilo y la intención. Sus argumentos son sencillos. Destacan La industria vence desdenes, con una fábula intercalada de Apolo y Dafne y El esclavo de su esclavo, en el que la hermosa Matilde recobra su libertad por la generosidad de Audallá. Trata de probar, desde una ética aristotélica, los peligros que puede provocar el excesivo recato de las mujeres. Así uno de los personajes de La industria, dirá un conocido refrán: "El humo y la mujer brava echan al hombre de su casa."
Estas novelas son un compendio de costumbres y prácticas del siglo XVII español. En ellas refleja la crisis económica que se vivía en aquellos momentos en España, y cómo la Corte no podía sostener al número de personas que pretendía vivir de ella. Están repletas de descripciones detalladas del vestuario, etiqueta social, rangos aristocráticos y las costumbres de la vida cotidiana del Barroco. Hay una preocupación constante por el dinero, así la dote es un tema recurrente. En la novela segunda, La dicha de Doristea, todos los personajes son descritos por sus títulos nobiliarios y posesiones.
También escribió obra dramática cuya existencia conocemos por el prólogo de sus Navidades en Madrid aunque no conocemos su título.